# سد کائنگ سویا
سد کائنگ سویا (به لاتین: Kaeng Suea Ten Dam) یک سد در تایلند است که در Tao Pun واقع شده‌است.